# Lublins och Chełms stift
Lublins och Chełms stift (polska: Diecezja lubelsko-chełmska; kyrkslaviska: Люблинскаѧ и҆ Холмскаѧ є҆па́рхїѧ) är ett stift som tillhör den Polsk-ortodoxa kyrkan.
Stiftets nuvarande (april 2025) biskop är Abel Popławski och dess skyddshelgon är Sankt Athanasius av Brest, som blev torterad och avrättad av romerska katoliker år 1648.

## Historik
Lublins och Chełms stift återupprättades den 1 mars 1989 genom ett beslut av Polsk-ortodoxa kyrkans heliga synod.

## Bilder

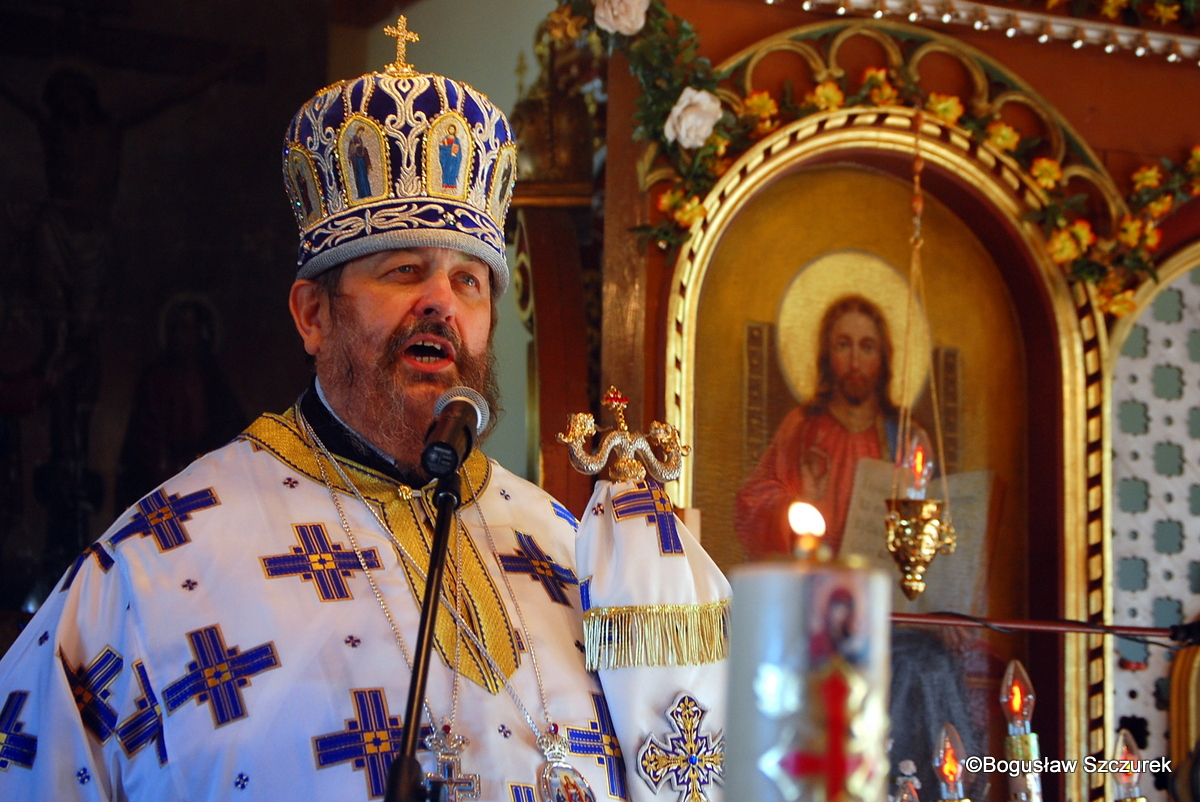
Stiftets biskop, Abel Popławski
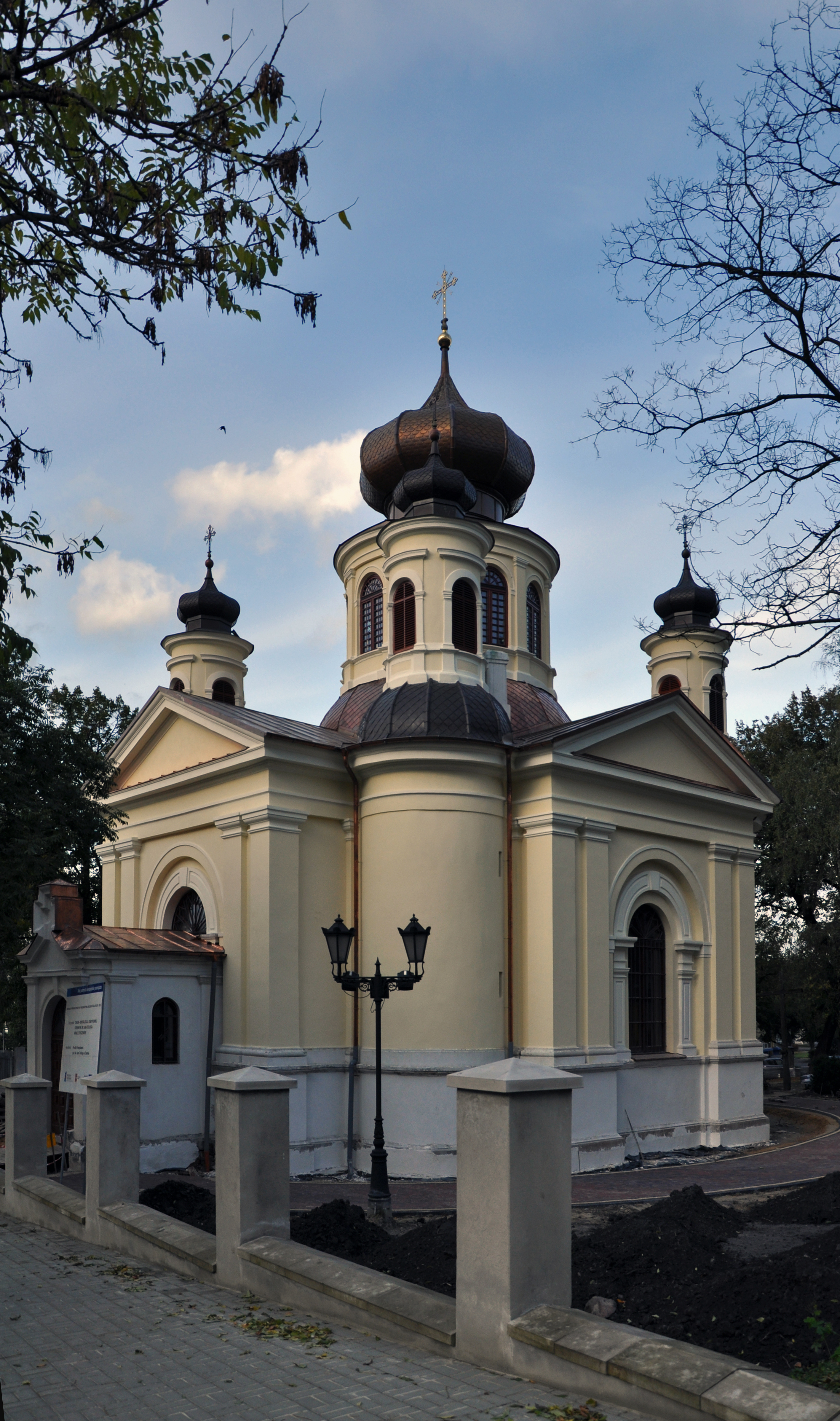
Sankt Johannes Teologens ortodoxa kyrka i Chełm
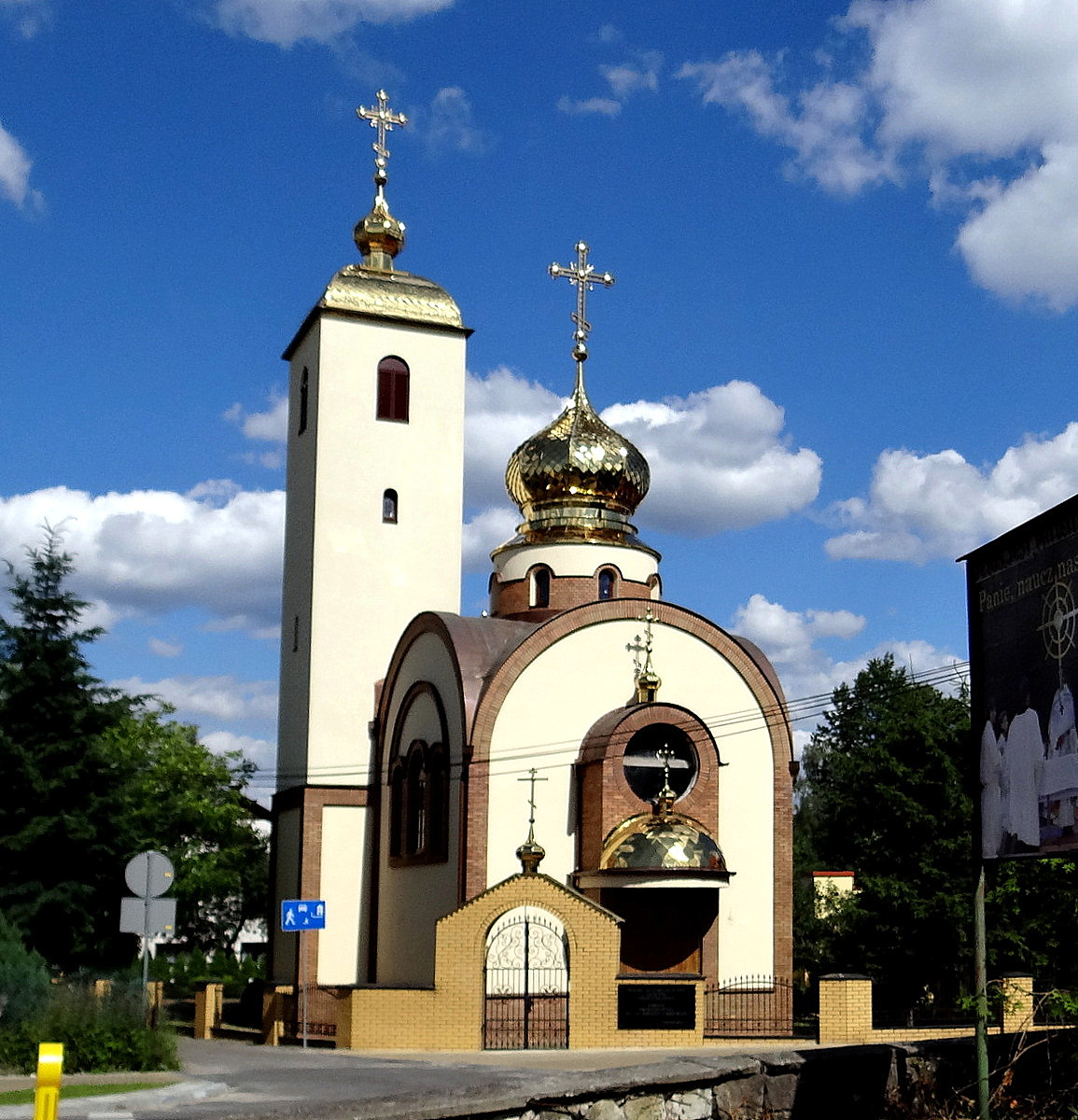
Sankt Georgs kyrka i Biłgoraj